# Platja de Moncofa
Platja de Moncofa este o arie protejată (arie specială de conservare — SAC, sit de importanță comunitară — SCI) din Spania întinsă pe o suprafață de 1 ha, integral pe uscat.

## Localizare
Centrul sitului Platja de Moncofa este situat la coordonatele 39°46′34″N 0°08′56″W / 39.776°N 0.149°V.

## Înființare
Situl Platja de Moncofa a fost declarat sit de importanță comunitară în iulie 2001 pentru a proteja un număr necunoscut de specii din flora spontană și fauna sălbatică aflate în arealul zonei. Situl a fost protejat și ca arie specială de conservare în octombrie 2021.

## Biodiversitate
Situată în ecoregiunea mediteraneană, aria protejată conține 6 habitate naturale: Tufărișuri halofile mediteraneene și termo-atlantice (Sarcocornetea fruticosi), Dune de pe litoral fixate cu Crucianellion maritimae, Stepe sărăturate mediteraneene (Limonietalia), Vegetație anuală la limita mareei, Dune cu vegetație ierboasă Malcolmietalia, Dune mobile cu vegetație embrionară.
La baza desemnării sitului se află un număr nedeclarat de specii protejate.
Pe lângă speciile protejate, pe teritoriul sitului au mai fost identificate 1 specie de plante.